# Hermann Radzig-Radzyk

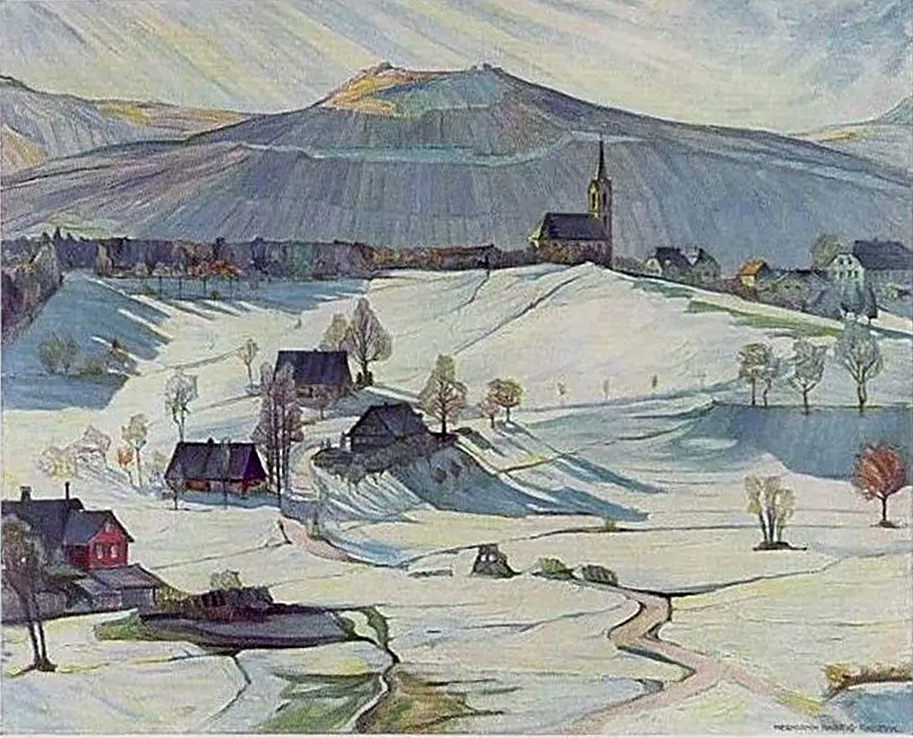
H. Radzig-Radzyk: Der Kirchberg in Schreiberhau mit dem Reifträger

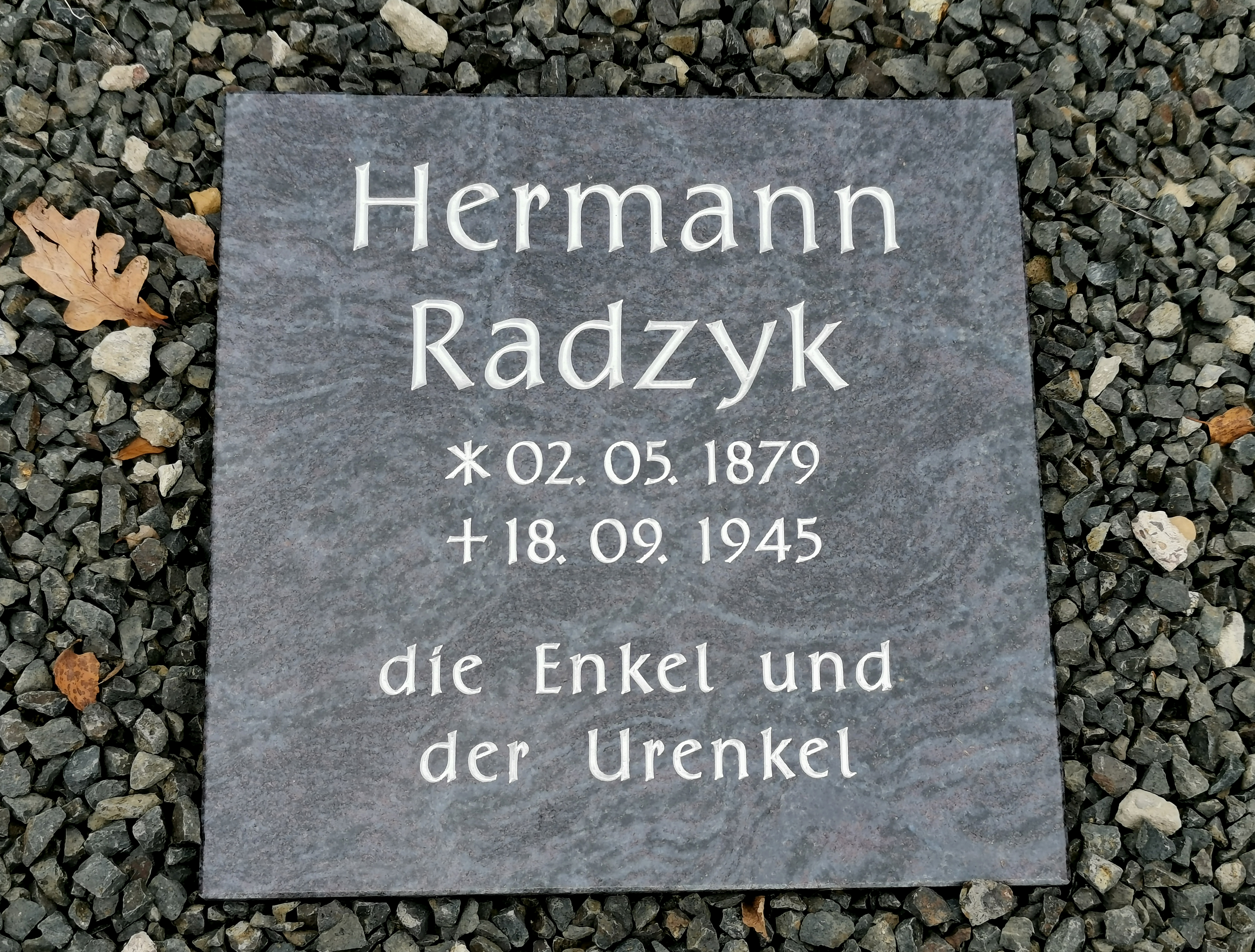
Gedenkstein in der Gedenkstätte Sachsenhausen, Sowjetisches Speziallager Nr. 7

Hermann Radzyk (Künstlername Hermann Radzig-Radzyk) (* 2. Mai 1879 in Berlin; † 18. September 1945) war ein deutscher Landschaftsmaler, Zeichner und Illustrator.
Radzik war der Sohn eines Berliner Kaufmanns. Nach einer Ausbildung zum Tischler studierte er an der Kunstgewerbe- und Handwerkerschule (Berlin) und der Berliner Kunstakademie. Dort war er u. a. ein Schüler des Porträt- und Genremalers Georg Ludwig Meyn (1859–1920).
Im Jahr 1909 wurde er Lehrer an der Kunstgewerbe- und Handwerkerschule Berlin.
Er malte Landschaften unter dem Künstlernamen Hermann Radzig-Radzyk, u. a. in Schlesien, Berlin, Brügge und Dalmatien. Als Mitglied des Vereins Berliner Künstler war er in den Jahren von 1923 bis 1927 auf der Großen Berliner Kunstausstellung vertreten. Da er auch in Schreiberhau im Riesengebirge gemalt hat, gehörte er vermutlich auch zur Künstlerkolonie Schreiberhau.
Wegen seiner Mitgliedschaft in der SPD musste er im Jahr 1934 in Pension gehen und wohnte mit seiner Frau und Tochter ab 1936 in Kleinmachnow (Haberfeld 5). Er blieb aber  Mitglied der Reichskammer der bildenden Künste. Für die Zeit des Nationalsozialismus ist seine Teilnahme an 7 Gruppenausstellungen sicher belegt. 
Nach dem Krieg wurde er von der sowjetischen Militärverwaltung verhaftet und kam in ein sowjetisches Speziallager, in dem er im September 1945 verstorben ist.

## Werke (Auswahl)
- Schneekoppe (1927), Heimat- und Kulturverein Kleinmachnow
- Der Kirchberg in Schreiberhau mit dem Reifträger
- Bauernhaus im sommerlichen Riesengebirge[5]
- Tiroler Bauernstube mit zwei Frauen im Gespräch
- Die Türme von Arbé (Raab), Dalmatien
- Der Hafen in Arbé (Raab), Dalmatien[6]
- Bauernhaus im sommerlichen Riesengebirge
- Brücke in Trogir, Dalmatien
- Bauernhaus am Hang (1912)[7]